# 신호소노역
신호소노역(일본어: 新祝園駅)은 일본 교토부 소라쿠군 세이카정에 위치한 긴키 닛폰 철도 교토 선의 철도역이다. 역 번호는 B 21이며, 섬식 승강장 2면 4선의 구조를 갖춘 고가역이다.

## 타는 곳
| 1 | B 교토 선 | 하행 | 다카노하라 · 야마토사이다이지 · 나라 · 덴리 · 가시하라진구마에 · 요시노 · 오사카난바 방면 |
| 2 | B 교토 선 | 상행 | 신타나베 · 단바바시 · 교토 · 교토 국제회관 방면                                           |

## 이용 현황
- 2005년 11월 8일 : 11,535명
- 2008년 11월 18일 : 12,251명
- 2010년 11월 9일 : 12,418명
- 2012년 11월 13일 : 12,936명
- 2015년 11월 10일 : 11,535명

## 역 주변
- 세이카 정청
- 세이카 가든 시티

## 인접 역
| 긴키 닛폰 철도 B 교토 선 | 긴키 닛폰 철도 B 교토 선 | 긴키 닛폰 철도 B 교토 선               |
| ------------------------ | ------------------------ | -------------------------------------- |
| B16 신타나베 교토 방면   | ■ 급행                   | 다카노하라 B24 야마토사이다이지 방면   |
| B20 고마다 교토 방면     | ■ 보통                   | 기즈가와다이 B22 야마토사이다이지 방면 |